# What Happens in Vegas
What Happens in Vegas (titulada en castellano Algo pasa en Las Vegas en España y Locura de amor en Las Vegas en Hispanoamérica) es una película de comedia romántica de 2008, producida por 20th Century Fox, y protagonizada por Cameron Diaz y Ashton Kutcher. Estrenada el 9 de mayo de 2008 en Estados Unidos y España.

## Argumento
Una corredora de bolsa desilusionada de su prometido decide irse de parranda a Las Vegas con su mejor amiga. Ahí, se topará con un par de desempleados, se casará en medio de la borrachera con uno de ellos y tratará de divorciarse después de ganar un jugoso premio en un casino. Un juez los obligará a estar juntos medio año y en el intermedio, ella se dará cuenta de que la boda no fue tan mala idea.
Para el carismático fiestero Jack Fuller (Ashton Kutcher) y la estirada agente de bolsa especializada Joy McNally (Cameron Diaz), un escandaloso fin de semana compartido en Las Vegas por pura coincidencia se convierte en un acta de matrimonio firmada que les recuerda el paso en falso que dieron al estilo de Las Vegas. 
¿Podrán Jack y Joy sobrevivir a sus seis meses de "paraíso matrimonial" -sin asesinarse antes-? ¿O acabarán encendiéndose las chispas que saltan entre ellos, convirtiendo una relación falsa en algo asombrosamente real?
Al final, lo que ocurre en Locura de amor en Las Vegas puede resultar la sorpresa más grande de todas.

## Reparto
- Cameron Diaz - Joy MacNally
- Ashton Kutcher - Jack Fuller Jr.
- Rob Corddry - Jeffrey "Hater" Lewis
- Lake Bell - Toni "Tipper" Saxson
- Dennis Farina - Richard "Dick" Banger
- Treat Williams - Sr. Jack Fuller
- Jason Sudeikis - Mason
- Michelle Krusiec - Chong
- Zach Galifianakis - Dave 'El Oso'
- Queen Latifah - Dra. Twitchell
- Dennis Miller - Juez Whopper
- Krysten Ritter - Kelly
- Deirdre O'Connell - Sra. Fuller
- Andrew Daly - Curtis

## Recepción crítica y comercial
Según la página de Internet Rotten Tomatoes la película recibió un 28% de comentarios positivos, llegando a la siguiente conclusión: "What Happens in Vegas" tiene algunos momentos divertidos, pero se conforma con los tópicos de la comedia-romántica, además, recibe poca ayuda de sus protagonistas."
Según la página de Internet Metacritic obtuvo críticas negativas, con un 36%, basado en 31 comentarios de los cuales 6 son positivos.
Recaudó en Estados Unidos 80 millones de dólares. Sumando las recaudaciones internacionales la cifra asciende a los 219 millones. Su presupuesto fue de 35 millones.
La película recibió dos nominaciones a los Premios Golden Raspberry: Peor actriz (Cameron Diaz) y Peor pareja en pantalla (Cameron Diaz y Ashton Kutcher).

## BD y DVD
Algo pasa en Las Vegas salió a la venta el 18 de noviembre de 2008 en España, en los formatos DVD y Blu-ray. El disco contiene comentario en audio del director y del editor, charlando con Cameron y Ashton, extra con Zach Galifianakis, desde la oficina del bufete de Stephen J. Hader, tomas falsas, escenas eliminadas, huevo de Pascua, una mirada a Marley & Me y juego: ¡Salud! Las Vegas.